# Irina Stankina
Irina Vasiljevna Stankina (ryska: Ирина Васильевна Станкина), född 25 mars 1977 i Saransk, är en rysk friidrottare som tävlar i gång.
Stankina vann junior-VM 1994 i 5 kilometer gång och året efter blev hon den yngsta världsmästare någonsin i 10 kilometer gång när hon vann VM i Göteborg 1995.
Hennes personliga rekord i 20 kilometer gång 1:25.29 från Moskva 2000 är en av de bästa tiderna genom historien.